# Petit Le Mans 2009

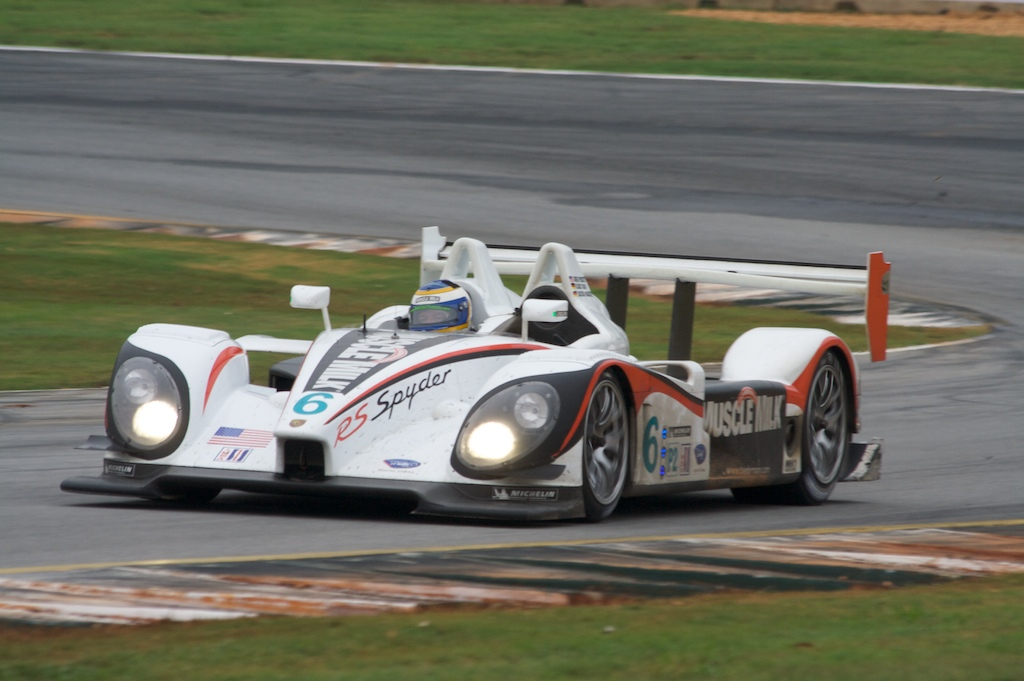
Klaus Graf im Porsche RS Spyder

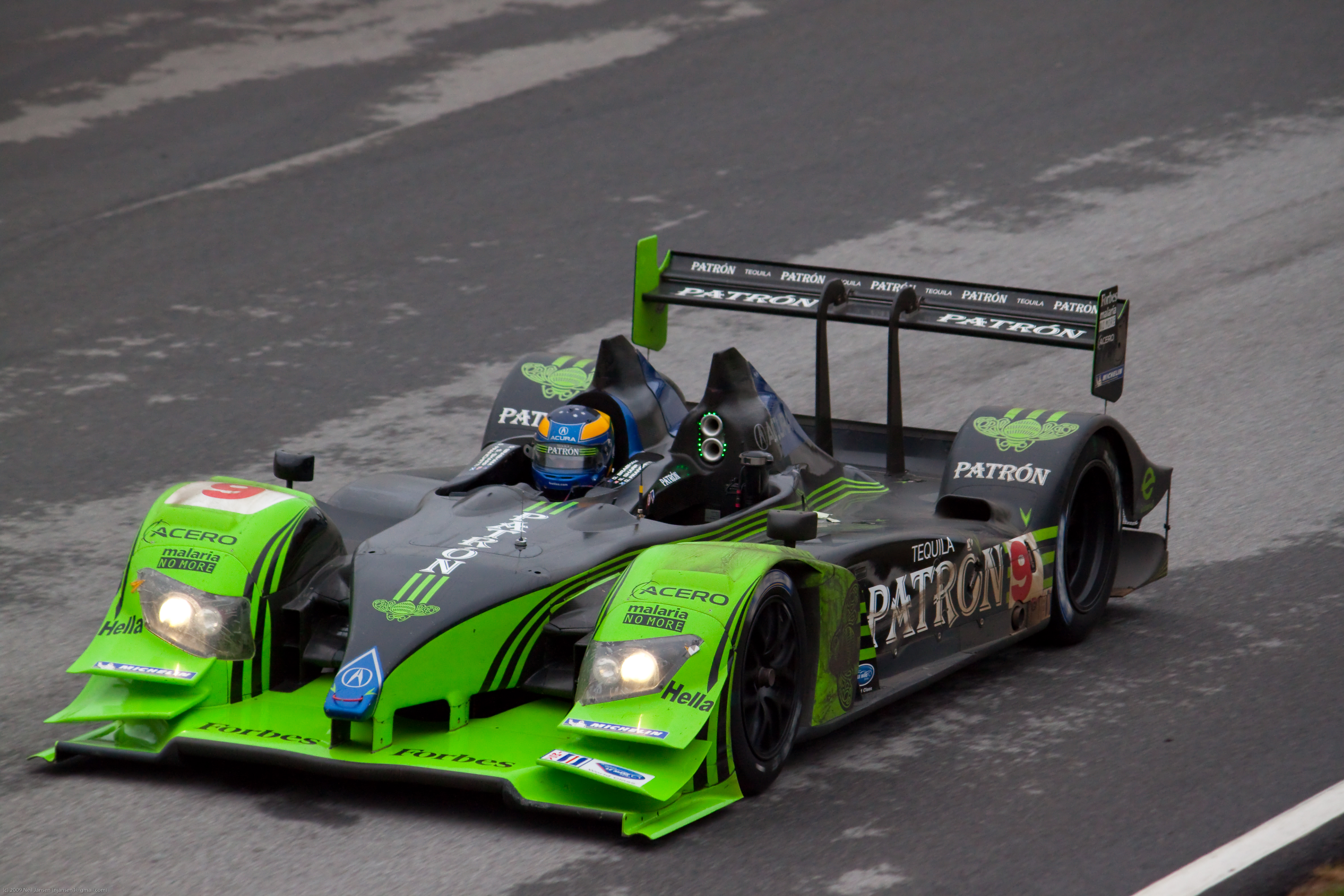
David Brabham im Acura ARX-02a

Das zwölfte Petit Le Mans, auch 12th Annual Petit Le Mans powered by Mazda 6, Road Atlanta Grand Prix Road Course, Braselton, fand am 26. September 2009 in Road Atlanta statt und war der neunte Wertungslauf der American Le Mans Series dieses Jahres.

## Das Rennen
1998 wurde mit dem Petit Le Mans ein nordamerikanisches Langstreckenrennen geschaffen, das vom seit 1923 existierenden 24-Stunden-Rennen von Le Mans abgeleitet wurde. Die Renndauer betrug 10 Stunden oder 1000 Meilen. Abgewinkt wurde das Rennen, wenn eine der beiden Distanzen erreicht war. Seit dem Erfolg von Allan McNish, Rinaldo Capello und Michele Alboreto im Audi R8 2002 hatten ausschließlich Rennwagen von Audi die Gesamtwertung gewonnen.
Im ersten Training, das am Freitag vor dem Renntag stattfand, hatte Scott Sharp im Acura ARX-02a einen schweren Unfall. Nach Turn 1 kollidierte er mit einem aus den Boxen kommenden Porsche 997 GT3 RSR. Der Acura überschlug sich mehrmals und kam seitlich zu liegen. Sharp konnte dem Wrack unverletzt entsteigen und am Rennen in einem neu aufgebauten Fahrgestell teilnehmen. Am Renntag gab es schlechte Wetterbedingungen, die zum Abbruch des Rennens nach 185 Runden führten. Nach 180 Runden lagen die beiden Audi R15 TDI von Allan McNish/Rinaldo Capello und Marco Werner/Lucas Luhr knapp vor den Peugeot 908 HDi FAP von Stéphane Sarrazin/Franck Montagny und Pedro Lamy/Nicolas Minassian in Führung. Erst kamen die beiden Audi zum Routinestopp an die Boxen, danach die beiden Peugeots. Nachdem alle vier Wagen abgefertigt waren, lag Montagny im Peugeot knapp vor McNish im Audi, seinem Teamkollegen Lamy und Marco Werner in Führung, als der Regen immer stärker wurde. Erst drehte sich der an zweiter Stelle liegenden McNish und verlor diese Position an Lamy. Auch Marco Werner kam von Strecke ab. Als der Drayson-Lola B09/60 in eine Barriere prallte, wurde das Rennen abgebrochen und wegen des andauernden Starkregens nicht wieder aufgenommen.
Die Wertung nach 184 Runden wurde zum offiziellen Rennergebnis und der Peugeot von Montagny und Sarrazin zum Sieger. Damit endete die Siegesserie von Audi in Road Atlanta.

## Ergebnisse

### Schlussklassement
| 1               | LMP1 | 08 | Team Peugeot Total              | Stéphane Sarrazin Franck Montagny                  | Peugeot 908 HDi FAP           | 184 |
| 2               | LMP1 | 07 | Team Peugeot Total              | Pedro Lamy Nicolas Minassian                       | Peugeot 908 HDi FAP           | 184 |
| 3               | LMP1 | 2  | Audi Sport North America        | Allan McNish Rinaldo Capello                       | Audi R15 TDI                  | 184 |
| 4               | LMP1 | 1  | Audi Sport North America        | Marco Werner Lucas Luhr                            | Audi R15 TDI                  | 183 |
| 5               | LMP1 | 7  | Oreca Matmut AIM                | Nicolas Lapierre Romain Dumas Olivier Panis        | Oreca 01                      | 181 |
| 6               | LMP1 | 9  | Patrón Highcroft Racing         | David Brabham Scott Sharp Dario Franchitti         | Acura ARX-02a                 | 180 |
| 7               | LMP2 | 16 | Dyson Racing Team Inc.          | Chris Dyson Guy Smith                              | Lola B09/86                   | 177 |
| 8               | GT2  | 62 | Risi Competizione               | Jaime Melo Pierre Kaffer Mika Salo                 | Ferrari F430 GTC              | 170 |
| 9               | GT2  | 92 | BMW Rahal Letterman Racing Team | Tommy Milner Dirk Müller Jörg Müller               | BMW E92 M3                    | 169 |
| 10              | GT2  | 87 | Farnbacher Loles Racing         | Wolf Henzler Dirk Werner                           | Porsche 997 GT3 RSR           | 169 |
| 11              | GT2  | 4  | Corvette Racing                 | Oliver Gavin Olivier Beretta Marcel Fässler        | Chevrolet Corvette C6.R       | 169 |
| 12              | GT2  | 45 | Flying Lizard Motorsports       | Patrick Long Jörg Bergmeister Marc Lieb            | Porsche 997 GT3 RSR           | 169 |
| 13              | LMP2 | 20 | Dyson Racing Team Inc.          | Marino Franchitti Butch Leitzinger Ben Devlin      | Lola B08/86                   | 168 |
| 14              | GT2  | 3  | Corvette Racing                 | Johnny O’Connell Jan Magnussen Antonio García      | Chevrolet Corvette C6.R       | 168 |
| 15              | GT2  | 44 | Flying Lizard Motorsports       | Seth Neiman Darren Law Johannes van Overbeek       | Porsche 997 GT3 RSR           | 162 |
| 16              | GT2  | 28 | LG Motorsports                  | Tom Sutherland Tomy Drissi Matthew Bell            | Chevrolet Corvette C6         | 157 |
| 17              | GT2  | 21 | Panoz Team PTG                  | Ian James Dominik Farnbacher                       | Panoz Esperante GTLM          | 152 |
| 18              | GT2  | 40 | Robertson Racing LLC            | David Murry Andrea Robertson David Robertson       | Ford GT-R Mk.7                | 142 |
| 19              | LMP2 | 15 | Lowe’s Fernández Racing         | Luis Díaz Adrián Fernández                         | Acura ARX-01bb                | 139 |
| 20              | LMP2 | 6  | Team Cytosport                  | Klaus Graf Sascha Maassen                          | Porsche RS Spyder             | 136 |
| 21              | GT2  | 17 | Team Falken Tire                | Bryan Sellers Dominic CiceroII                     | Porsche 997 GT3 RSR           | 136 |
| 22              | LMP1 | 66 | de Ferran Motorsports           | Gil de Ferran Scott Dixon Simon Pagenaud           | Acura ARX-02a                 | 136 |
| 23              | GT2  | 90 | BMW Rahal Letterman Racing Team | Bill Auberlen Andy Priaulx Joey Hand               | BMW E92 M3                    | 133 |
| 24              | LMP1 | 88 | Drayson Racing                  | Jonathan Cocker Paul Drayson Rob Bell              | Lola B09/60                   | 123 |
| Ausgefallen     |      |    |                                 |                                                    |                               |     |
| 25              | LMP1 | 37 | Intersport Racing               | Jon Field Clint Field                              | Lola B06/10                   | 152 |
| 26              | LMP1 | 12 | Autocon Motorsports             | Bryan Willman Tony Burgess Chris McMurry           | Lola B06/10                   | 144 |
| 27              | GT2  | 11 | Primetime Race Group            | Joel Feinberg Chris Hall                           | Dodge Viper Competition Coupe | 129 |
| Nicht gestartet |      |    |                                 |                                                    |                               |     |
| 28              | LMP1 | 10 | ECO Racing                      | Hideki Noda Jose Manuel Balbiani Dion von Moltke   | Radical SR10                  | 1   |
| 29              | LMP2 | 19 | van der Steur Racing Inc.       | Gunnar van der Steur Adam Pecorari Robbie Pecorari | Radical SR9                   | 2   |
| 30              | GT2  | 33 | RSR                             |                                                    | Jaguar XKR                    | 3   |

1 nicht gestartet
2 nicht gestartet
3 nicht gestartet

### Nur in der Meldeliste
Hier finden sich Teams, Fahrer und Fahrzeuge, die ursprünglich für das Rennen gemeldet waren, aber aus den unterschiedlichsten Gründen daran nicht teilnahmen.
| Pos. | Klasse | Nr. | Team              | Fahrer                         | Chassis            |
| ---- | ------ | --- | ----------------- | ------------------------------ | ------------------ |
| 31   | LMP1   | 48  | Corsa Motorsports | Johnny Mowlem Stefan Johansson | Ginetta-Zytek 09HS |

### Klassensieger
| Klasse | Fahrer            | Fahrer          | Fahrer    | Fahrzeug            | Platzierung im Gesamtklassement |
| ------ | ----------------- | --------------- | --------- | ------------------- | ------------------------------- |
| LMP1   | Stéphane Sarrazin | Franck Montagny |           | Peugeot 908 HDi FAP | Gesamtsieg                      |
| LMP2   | Chris Dyson       | Guy Smith       |           | Lola B09/86         | Rang 7                          |
| GT2    | Jaime Melo        | Pierre Kaffer   | Mika Salo | Ferrari F430 GTC    | Rang 8                          |

### Renndaten
- Gemeldet: 31
- Gestartet: 27
- Gewertet: 24
- Rennklassen: 3
- Zuschauer: unbekannt
- Wetter am Renntag: erst trocken, dann starker Regen
- Streckenlänge: 4,088 km
- Fahrzeit des Siegerteams: 4:48:11,557 Stunden
- Gesamtrunden des Siegerteams: 184
- Gesamtdistanz des Siegerteams: 752,143 km
- Siegerschnitt: 156,592 km/h
- Pole Position: Nicolas Minassian – Peugeot 908 HDi FAP (#07) – 1:06,937 = 219,846 km/h
- Schnellste Rennrunde: Allan McNish – Audi R15 TDI (#2) – 1:08,063 = 212,209 km/h
- Rennserie: 9. Lauf der ALMS-Saison 2009